# Джерельце (пам'ятка природи)
Джере́льце — гідрологічна пам'ятка природи місцевого значення в Україні. Об'єкт розташований на території Кропивницького району Кіровоградської області, поблизу села Грузьке. 

## Опис

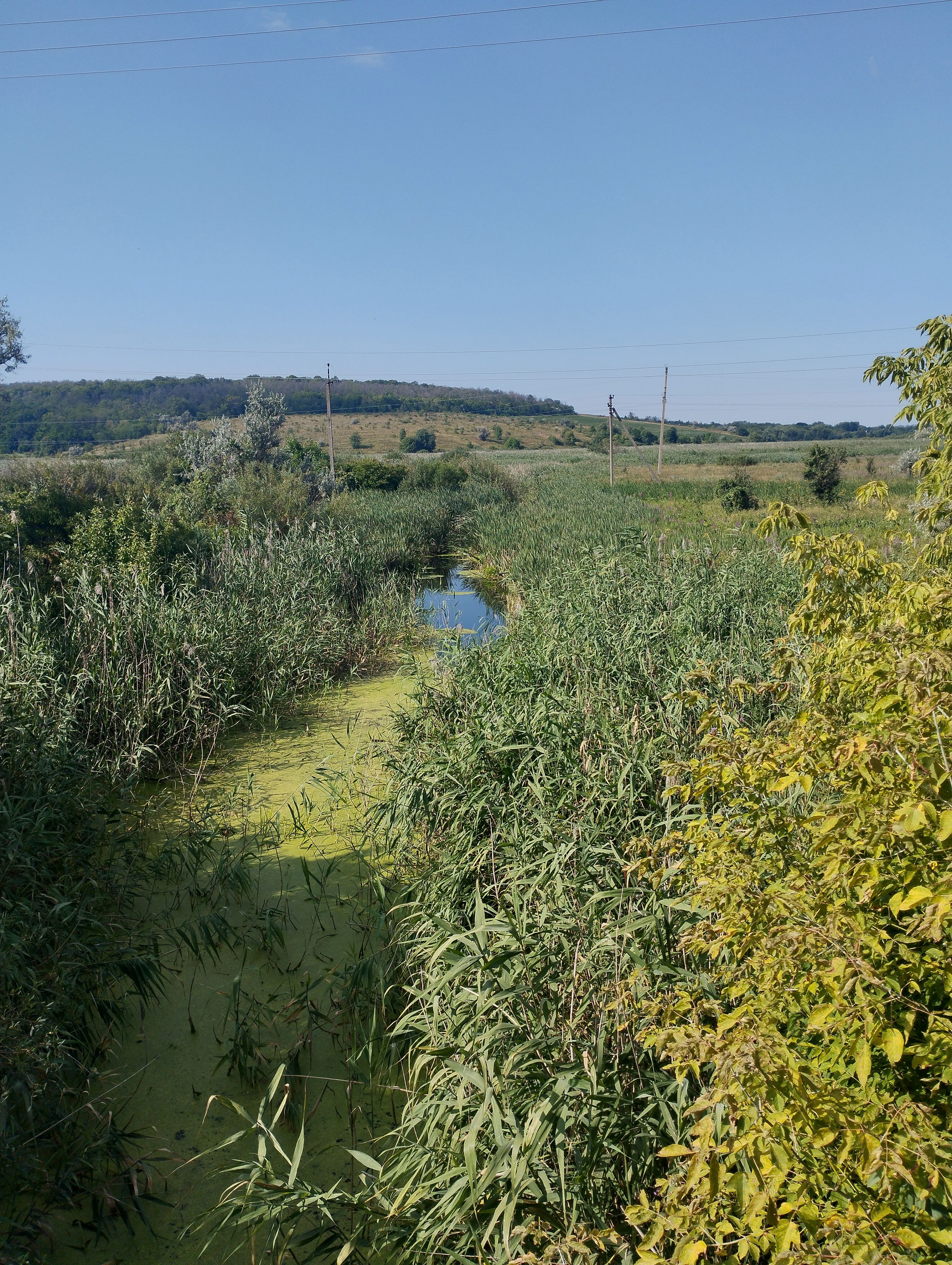
Річка Грузька протікає посередині пам'ятки природи Джерельце

Площа 5 га. Статус отриманий у 2001 році. Перебуває у віданні: Кропивницька районна державна адміністрація. 
Це заболочена заплава річки Грузька, що являє собою біоценоз, який виконує важливі екологічні функції, позитивно впливаючи на рослинний, тваринний світ та гідрологічний режим прилеглих територій. 
Назва урочища походить від невеликого джерела високоякісної питної води, яка користується у місцевого населення попитом і доброю славою. 

Більша частина урочища вкрита густою рослинністю. Зростають: очерет звичайний, рогіз вузьколистий, осокові угрупування, частуха подорожникова, вахта трилиста, стрілолист звичайний, сусак зонтичний, білокрильник болотяний, ряска, елодея канадська, водопериця кільчаста, кушир занурений, водокрас звичайний, сосонка водяна, та інші. 

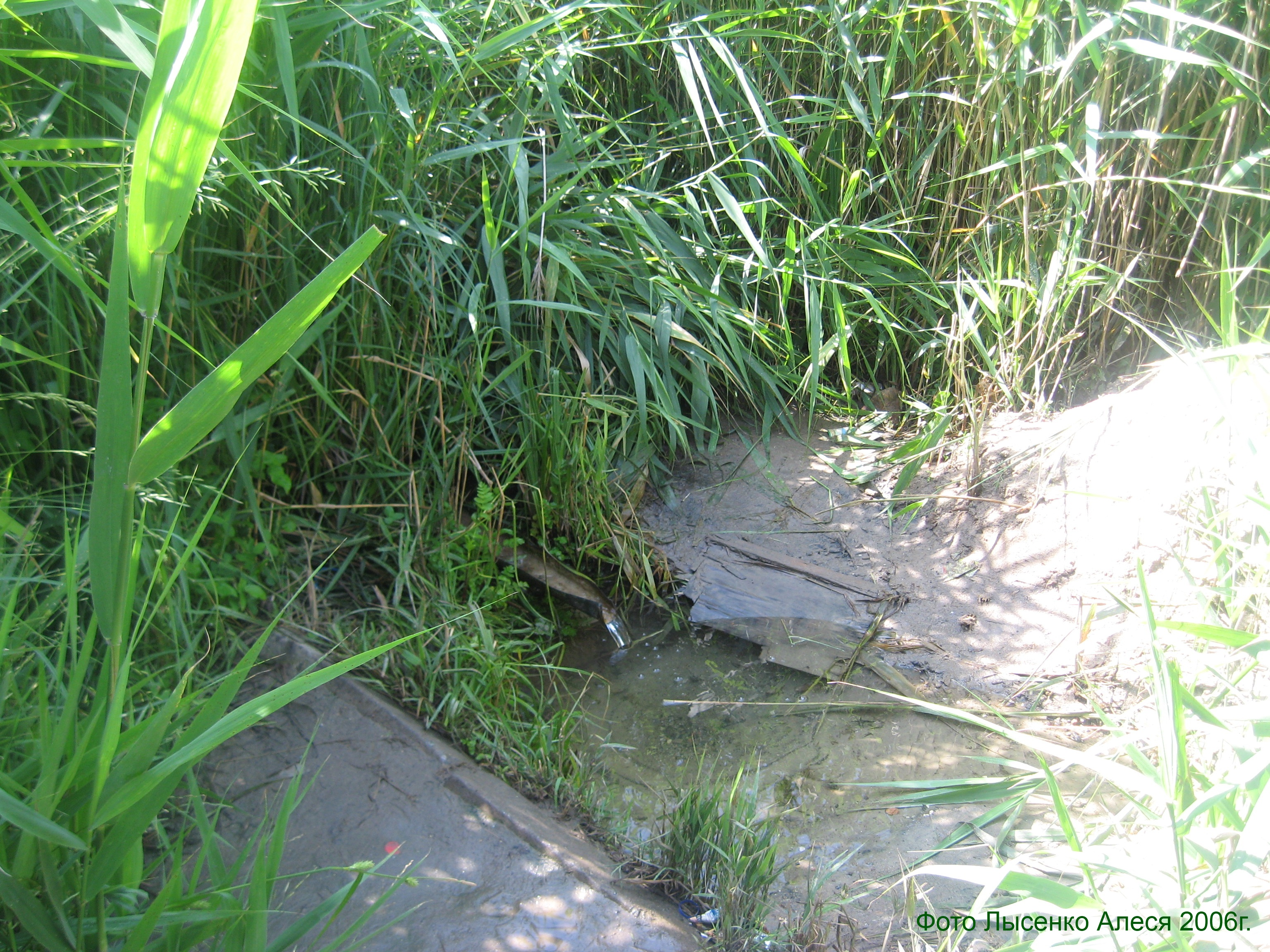
Джерельце — невеличке джерело високоякісної питної води

Фауну хребетних та земноводних представляють: тритон звичайний, тритон гребінчастий, жаба озерна, жаба ставкова, ропуха звичайна, часничниця та інші. Плазуни: черепаха болотяна. Птахи: бугайчик, бугай, чапля руда, очеретянка дроздоподібна, курочка водяна, пастушок, бекас, травник, денні і нічні види прибережно-водних екологічних комплексів. Ссавці: полівка водяна, ондатра звичайна, тхір темний, а також видра річкова і горностай — види, занесені до Червоної книги України.